# Troll 2 (2025)
Troll 2 är en norsk äventyrs dramafilm - och actiondramafilm som har premiär på Netflix under 2025. Filmen är regisserad av Roar Uthaug som även skrivit filmens manus tillsammans med Espen Aukan. Filmen är en fortsättning på filmen Troll från 2022.

## Handling
Nora, Andreas och kapten Kris rycker in på nytt när ännu ett farligt troll vaknar till liv. Den här gången behöver de mer hjälp för att stoppa det.

## Rollista (i urval)
- Ine Marie Wilmann - Nora
- Kim S. Falck-Jørgensen - Andreas Isaksen
- Mads Sjøgård Pettersen - Kristoffer "Kris" Holm
- Sara Khorami
- Jon Ketil Johnsen
- Aksel Almaas
- Trond Magnum